# Phalmuter
Phalmuter est un groupe de heavy metal espagnol, originaire de la région de Las Palmas de Gran Canaria. Le groupe, formé en 2006, produit deux démos, The Stall (2008) et Break the D* ck (2010), à ses débuts. Il se compose de trois membres incluant Jacinto « Jac » (voix et basse), Enrique « Kikon » (guitare), et Lucas (batterie).

## Biographie
Phalmuter est formé en 2006 à Las Palmas de Gran Canaria. En 2008, le groupe publie sa première démo quatre titres intitulée The Stall, qui comprend trois chansons originales et une reprise de la chanson Sick of You de Gwar.
Après une année de tournée en 2009, donnant des concerts dans différentes salles de Grande Canarie, le groupe participe au festival Winds of Rock jouant avec dix autres groupes, et au festival Telde Rock Meeting avec Richie Kotzen et Jaded Sun.
En 2010, ils jouent à Madrid avec Leyenda et Roadblock. Cette même année, ils publient leur deuxième démo intitulée Break the D* ck, qui comprend quatre nouvelles chansons. Ayose rejoint le groupe en 2011 à la batterie, puis le groupe publie la vidéo de sa chanson I' Metalize réalisée par Teresa Alonso et Jac Cabrera. 2012 est une année clé pour le groupe ; ils annoncent leur première mini-tournée Break the Irish '12, à travers l'Irlande (Cork, Clonmel, Dublin et Belfast). Ils annoncent ensuite un album intitulé XXX3, qui n'est, en date de 2016, toujours pas publié.

## Membres
- Jacinto « Jac » - chant, basse (depuis 2006)
- Enrique « Kikon » - guitare (depuis 2006)
- Ayose Mayor - batterie (depuis 2011)

## Discographie
- 2008 : The Stall
- 2010 : Break the D* ck